# Túrau
Túrau o Turaw (belarús Ту́раў, rus Ту́ров (Túrov), polonès Turów) és una ciutat al districte de Žytkavičy o Zhytkavitxy Raion de la província de Hómiel de Belarús. Segons el cens del 2002 tenia 3.200 habitants.

## Història
Tradicionalment, la ciutat ha estat capital del poble eslau dels dregovitxos, que vivien al sud de Belarús, a la zona del Prípiat, ocupant Polèsia i el centre del país.
El Principat de Turaŭ fou esmenat per primer cop el 980. Fou fundat per Iaropolk I (1078-1087), fill d'Iziaslav de Nóvgorod i Kíev, qui independitzarà el principat fins al 1223. El 1014 Sviatopolk Uladzdimirovitx, governador de Turaŭ, dominava el Prípiat i Kíev, i el seu germà Sviatoslav, tot el país dels dregovitxos.
Del 1015 al 1019 esdevingué rei de Kíev i instaura les vece a les principals ciutats del país, com Hrodno, fundada el 1183. Tanmateix, el 1054 Iziaslav de Kíev ocupà el tron de Turaŭ, Pinsk i el país dels dregovitxos, fins que el 1132 Uladzdimir Monomakh el tornà a incorporar a Kíev. En el segle xii restà sota govern del bisbe Kirill (1130-1182), i finalment fou incorporat a Lituània per Hedymin. Fou destruïda pels tàtars el 1502 i el 1521. Va passar a formar part de les possessions de la família Ostrogski i va perdre tot l'antic esplendor. Finalment, quan es va produir la Segona Partició de Polònia el 1793, va passar a Rússia.